# Skånes nation

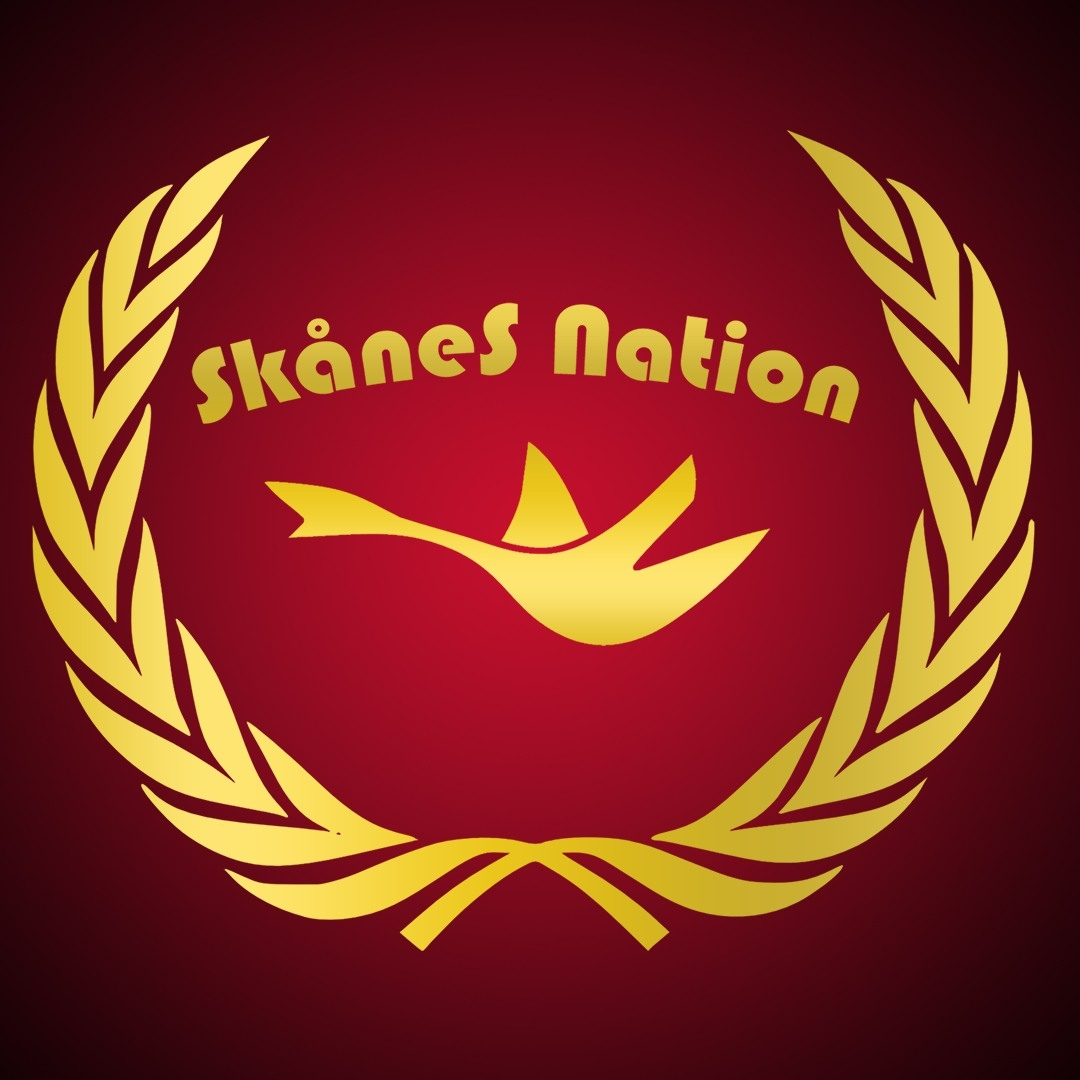
SkåneS Nation (anno 1984)

Skånes nation (logo SkåneS Nation) är en av fem nationer vid Linnéuniversitetet i Växjö. Nationen har funnits sedan 1984 och är därmed den äldsta nationen på campus i Växjö. Tillsammans med de övriga studentnationerna vid Linnéuniversitetet driver Skånes nation studentpuben Sivans.

## Evenemang
Skånes nation erbjuder traditionsenligt en kräftskivasittning och halloweensittning varje höst, och en vilda västern-sittning kallad Texas-BBQ samt en sittning med överraskningstema varje vår. Dessutom anordnar Skånes nation en jobbsittning varje termin för alla som jobbat med nationen på Sivans studentpub under terminen. Ett annat evenemang som nationen erbjuder är ett campus-crawl som sker varje termin. Under Valborg så anordnar Skånes nation en annuell vinbrännbollsturnering för studenterna på Linnéuniversitetet. 

## Traditioner
När en ordförande (kallad Übergås) blir invald i styrelsen skall den traditionsenligt bada i "Sivansdammen" i sin studentoverall efter nationens sista jobbpass på Sivans. Deras lokalansvarig (kallad Husgås) skall även i tradition hålla tal i bastun under jobbpassens efterfester. Skånes Nation har dessutom så kallade "insup", som fungerar som en initieringsceremoni för nya medlemmar i styrelsen och utskotten. Dessa insup har skiftande teman som varierar från termin till termin. 
Nationen har i tradition "bottomless" snaps och drycker under sittningarna såsom Skånes Akvavit under kräftskivan och Tequila under Texas-BBQ samt en vinbuffé under deras jobbsittning. En annan signaturdryck är Dooley's som serveras på deras fester efter jobbpassen. Under Texas-BBQ anordnas även en tävling med en mekanisk tjur, där gästerna kan utmana varandra i att rida längst.   
Skånes Nation har två nationsdanser som utförs i början och slutet av fester samt jobbkvällarna med låtarna Cotton Eye Joe av Rednex och Ska du me & flya av Panda da Panda. SkåneS Nation har även rekord för längsta efterfest på sivans med totalt 36 timmar
Nationen har en etablerad maskot i form av en gås vid namn Bosse, som betraktas som en del av styrelsen och spelar en central roll i nationens identitet och tematik. När en ordförande avgår skall den skriva sitt namn samt vilka terminer den satt på en porslinstaty som avbildar Bosse. Nationens styrelse bär en styrelsetröja med deras "nationsnamn" som då ofta är någon kopplat till personlighetsdrag, händelser eller annat relaterat till dem.